# Grevillea speciosa
Grevillea speciosa, conocida en su lugar de origen como  "red spider flower", es un arbusto que es endémico de Nueva Gales del Sur en Australia.

## Características
Esta especie de arbusto alkcanza los 3 metros de altura. Sus hojas son estrechas-ovadas o redondas o elípticas-estrechas. Las flores son rojas y ocasionalmente rosas, aparecen en el invierno tardío a los finales de la primavera.

## Distribución
La especie se desarrolla en Sídney y sus alrededores en áreas húmedas dentro de bosques secos.

## Taxonomía
La especie fue descrita en 1793 por James Edward Smith' en el libro A Specimen of the Botany of New Holland como Embothrium sericeum var. major. En 1809 la planta fue redescubierta por Joseph Knight y anunciada como  Lysanthe speciosa. En 1975 la especie fue transferida a Grevillea como G. speciosa. 
Etimología
Grevillea, el nombre del género fue nombrado en honor de Charles Francis Greville, cofundador de la Real Sociedad de Horticultura.
speciosa, epíteto derivado del latín que significa "llamativa"
Otros sinónimos:
- Grevillea dubia R.Br.
- Grevillea punicea R.Br.
- Grevillea punicea var. crassifolia A.A.Ham.
- Grevillea punicea R.Br. var. punicea

Grevillea speciosa subsp. oleoides (Sieber ex Schult. & Schult.f.) McGill. es una especie incluida con el nombre de : Grevillea oleoides Sieber ex Schult. & Schult.f.